# Ozbrojené síly Francie
Ozbrojené síly Francie (francouzsky Forces armées françaises) jsou ozbrojené síly Francie. Skládají se z pozemních sil, námořnictva, letectva, národní gardy a četnictva. Francie má šestý největší armádní rozpočet na světě a první v Evropské unii.
Francouzské vojsko je šesté nejsilnější na světě.

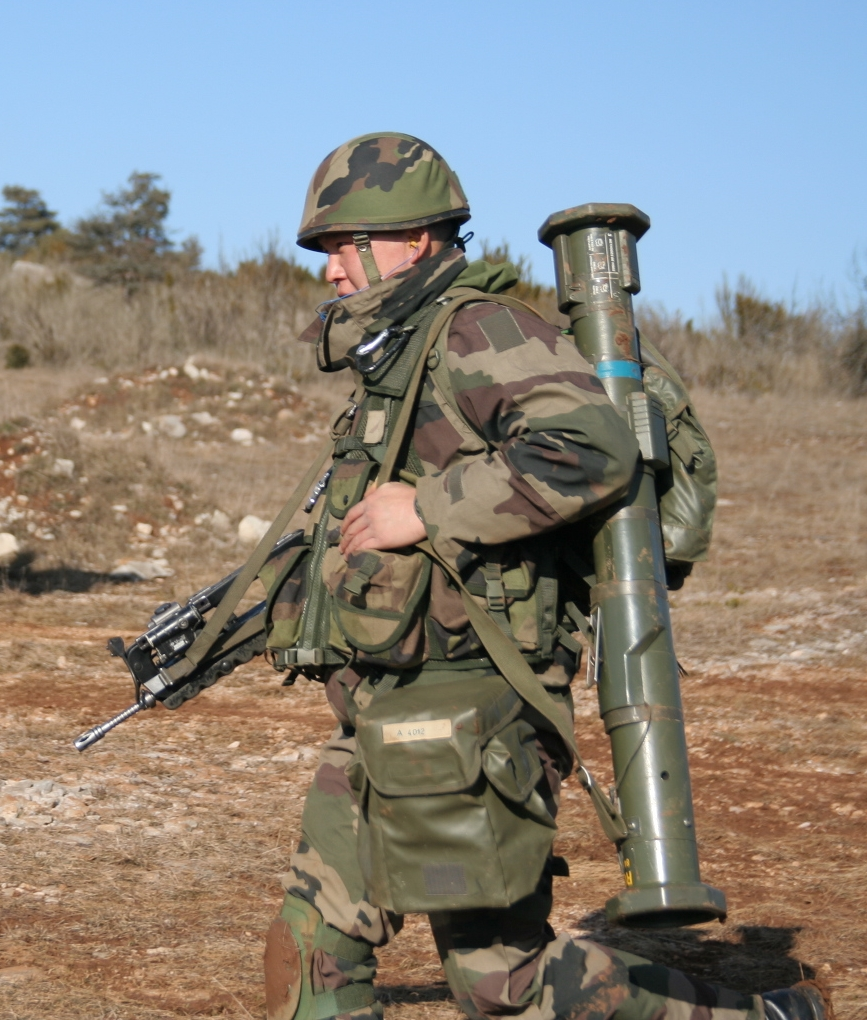
Člen cizinecké legie

## Historie
Předchůdcem policie a četnictva byla před Velkou francouzskou revolucí Maréchaussée.

## Organizace
Úředním představitelem francouzské armády je prezident republiky v roli Chef des Armées – hlavního velitele Francouzské armády. Ústava však stanovuje, že civilní a armádní ozbrojené síly jsou v rukou gouvernementu (výkonný kabinet ministerstva, které není vždy ze stejné politické strany jako prezident). O financování armády a její rozpočet se stará ministr obrany.
Francouzské ozbrojené síly mohou být rozděleny do čtyř skupin:
- Pozemní síly (Armée de terre)
  - Pěchota (Infanterie)
  - Horská pěchota (Chasseurs alpins)
  - Obrněné jednotky (Arme blindée cavalerie)
  - Výsadkáři
  - Dělostřelectvo (Artillerie)
  - Cizinecká legie (Légion Étrangère)
  - Námořní pěchota
  - Lehké letectvo (Aviation légère de l'Armée de terre)
  - Ženijní vojsko (Génie) – včetně Pařížského požárního sboru
- Námořnictvo (Marine Nationale)
  - Námořní letectvo
  - Forces Sous-marines – Ponorková flotila
  - Fusiliers de Marine – ochrana námořních objektů na zemi
  - Commandos Marines – speciální jednotka francouzské armády včetně požárního praporu města Marseille
  - Gendarmerie maritime – pobřežní stráž
- Letectvo (Armée de l'Air)
  - Teritoriální letecká obrana
  - Letectvo
- Gendarmerie nationale (Francouzské četnictvo), armádní policie, které fungují částečně jako policie na venkově a jako policie taková (ve velkých městech plní tuto roli Police nationale).

## Výzbroj
- Standardní útočnou zbraní je FAMAS, postupně nahrazovaná HK 416F.[3]
- Obrněná vozidla pochází od GIAT Industries.

## Atomové zbraně
Francie je jedna z mála zemí světa, které disponují jadernými zbraněmi. Francouzská armáda provedla od 13. února 1960 do 27. července 1996 celkem 210 pokusných jaderných testů, z nichž prvních 17 testů proběhlo v severní Africe před tím, než se osamostatnila bývalá kolonie Alžírsko.
Poté Francie provádění pokusných atomových výbuchů přesunula do Francouzské Polynésie, konkrétně na atoly Mururoa a Fangataufa. Až do roku 1973 prováděla pokusné výbuchy v atmosféře, poté šlo o výbuchy v podzemí.

## Galerie

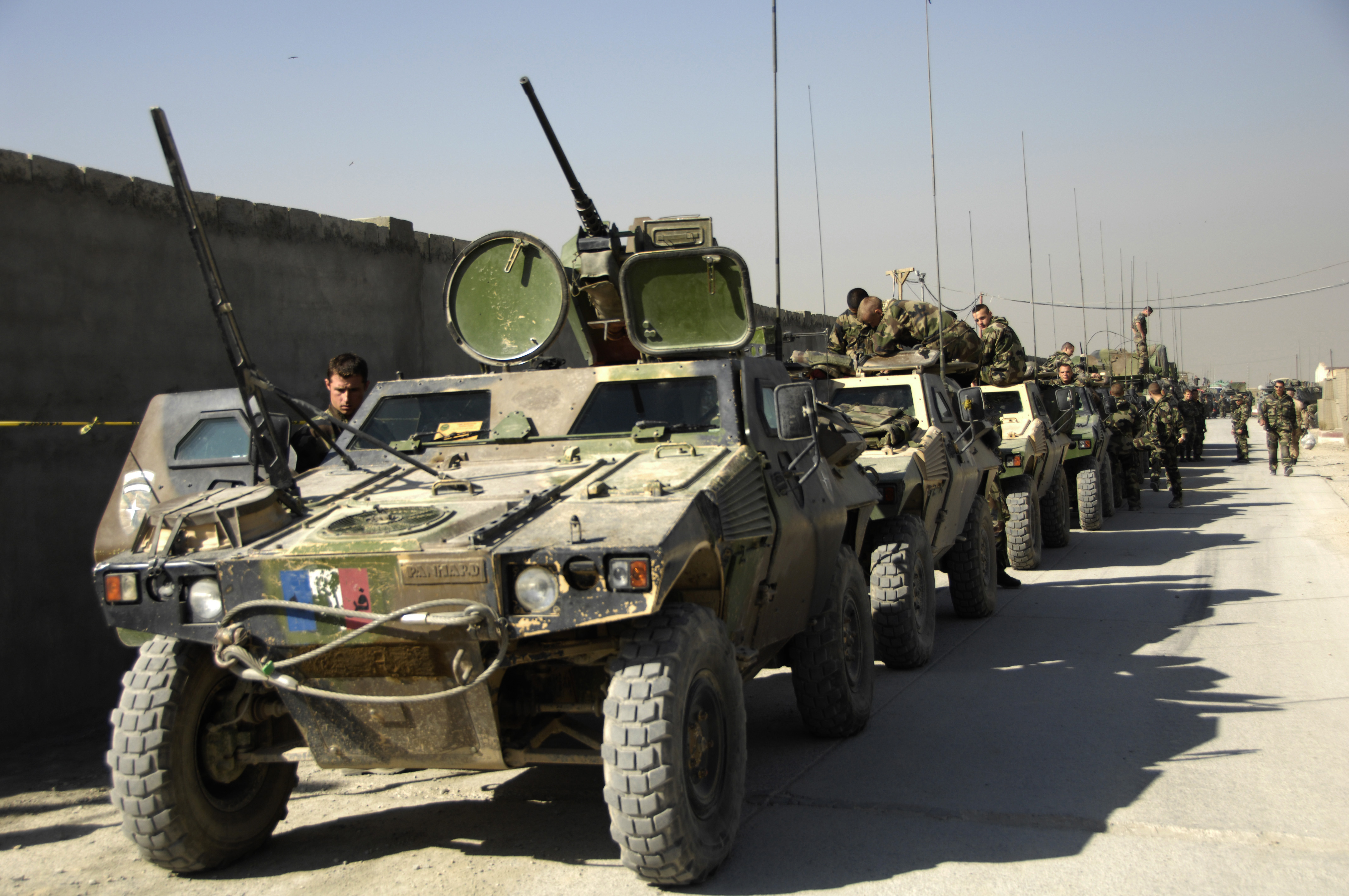
Francouzská obrněná vozidla VBL v Afghánistánu
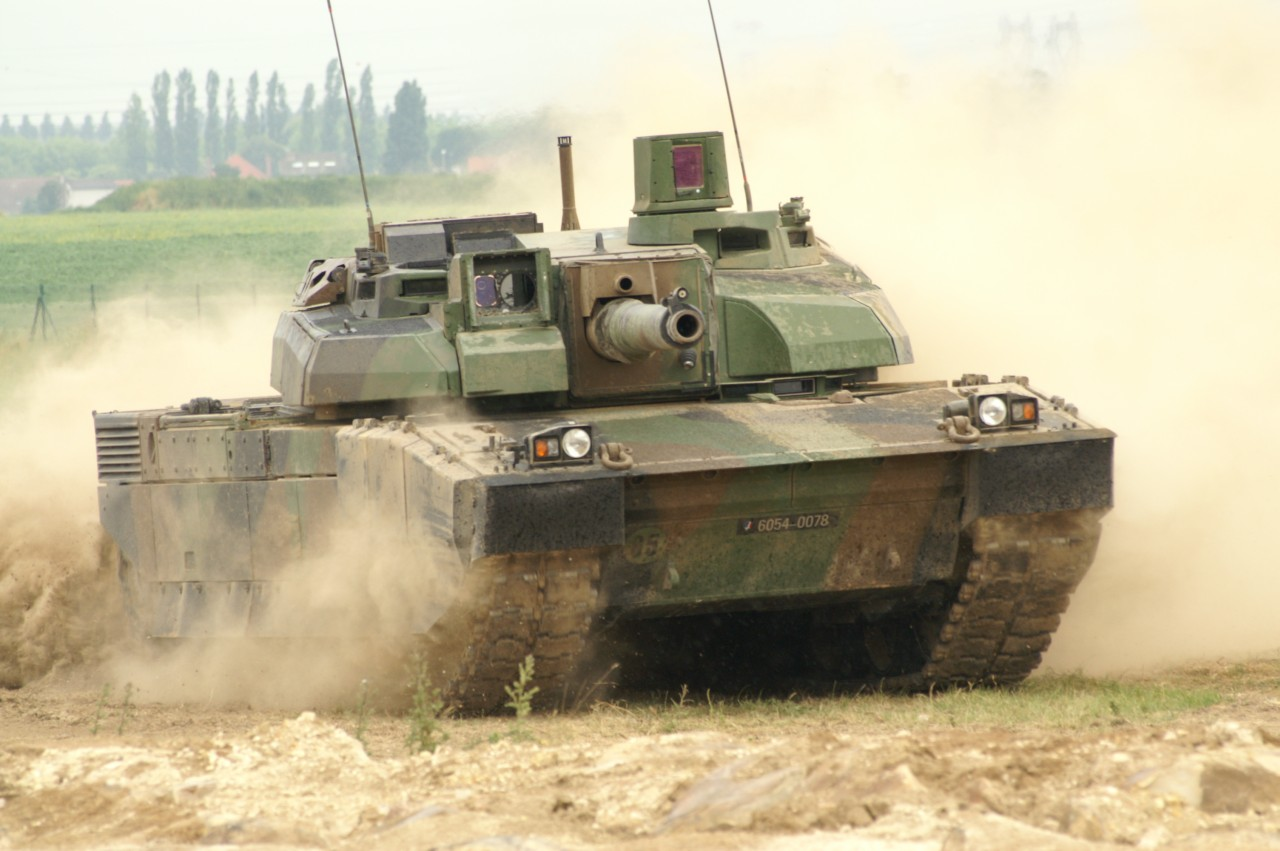
Francouzský tank Leclerc
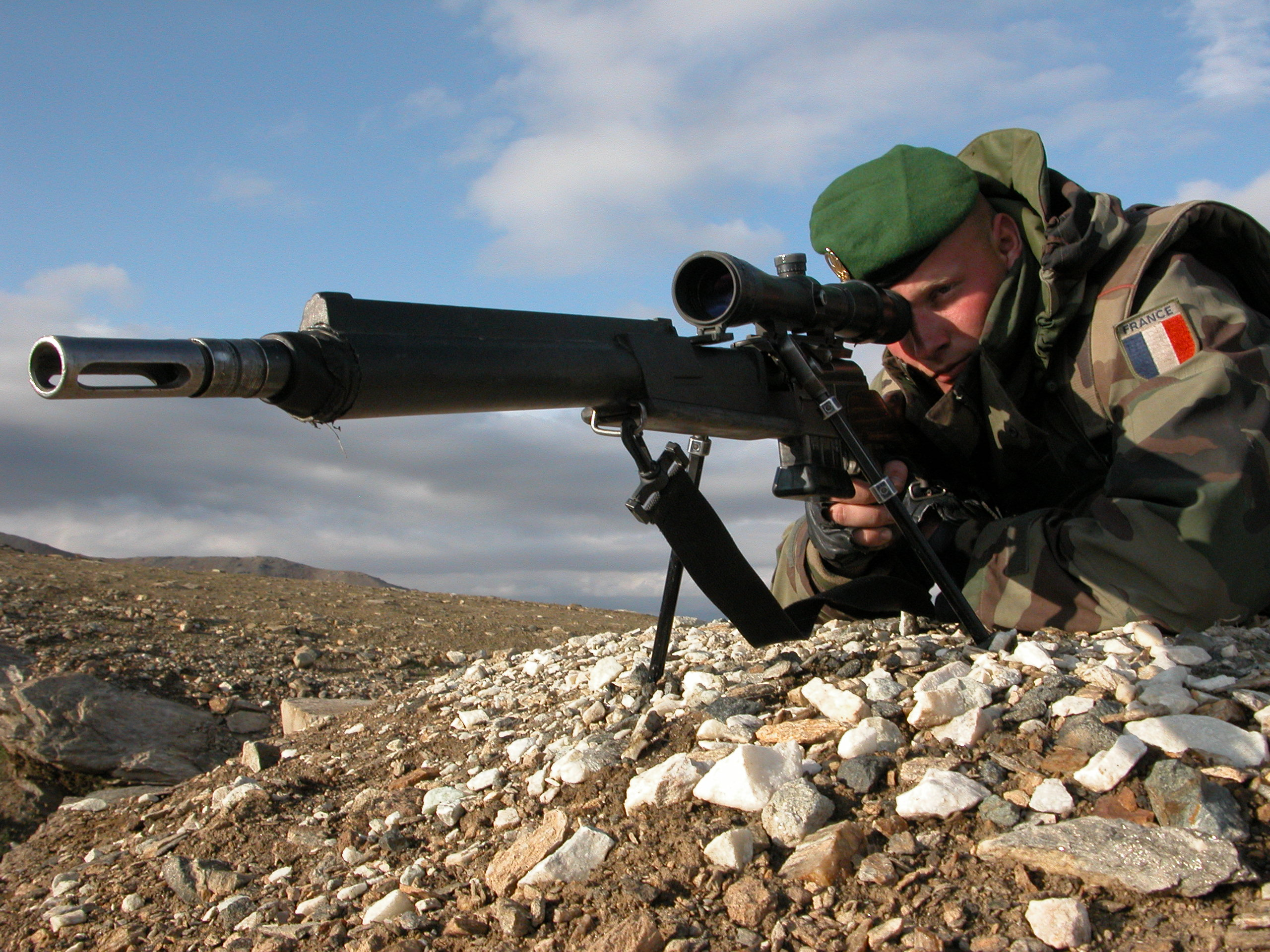
Voják Cizinecké legie v Afghánistánu
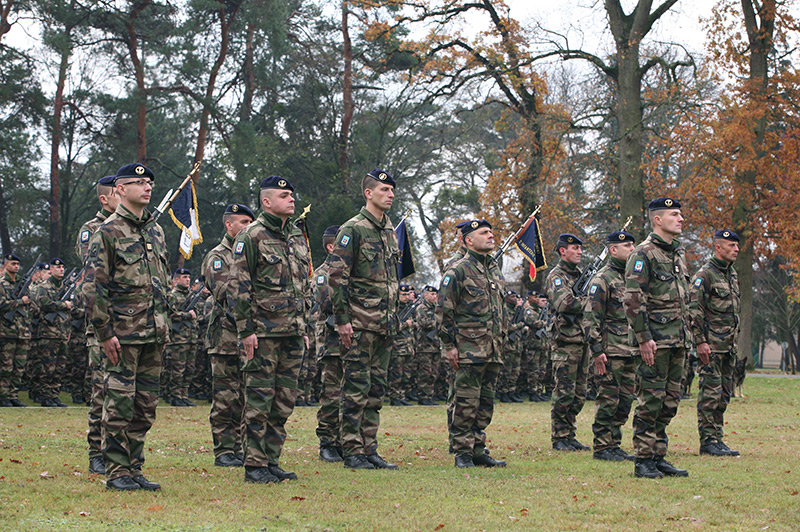
Členové francouzské námořní pěchoty
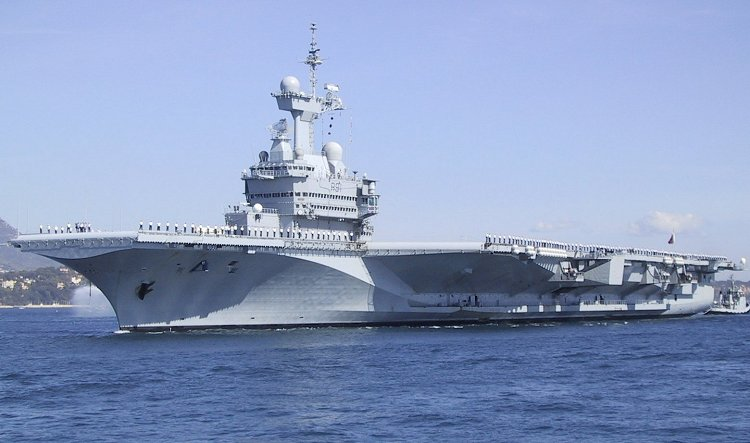
Letadlová loď Charles de Gaulle (R91)
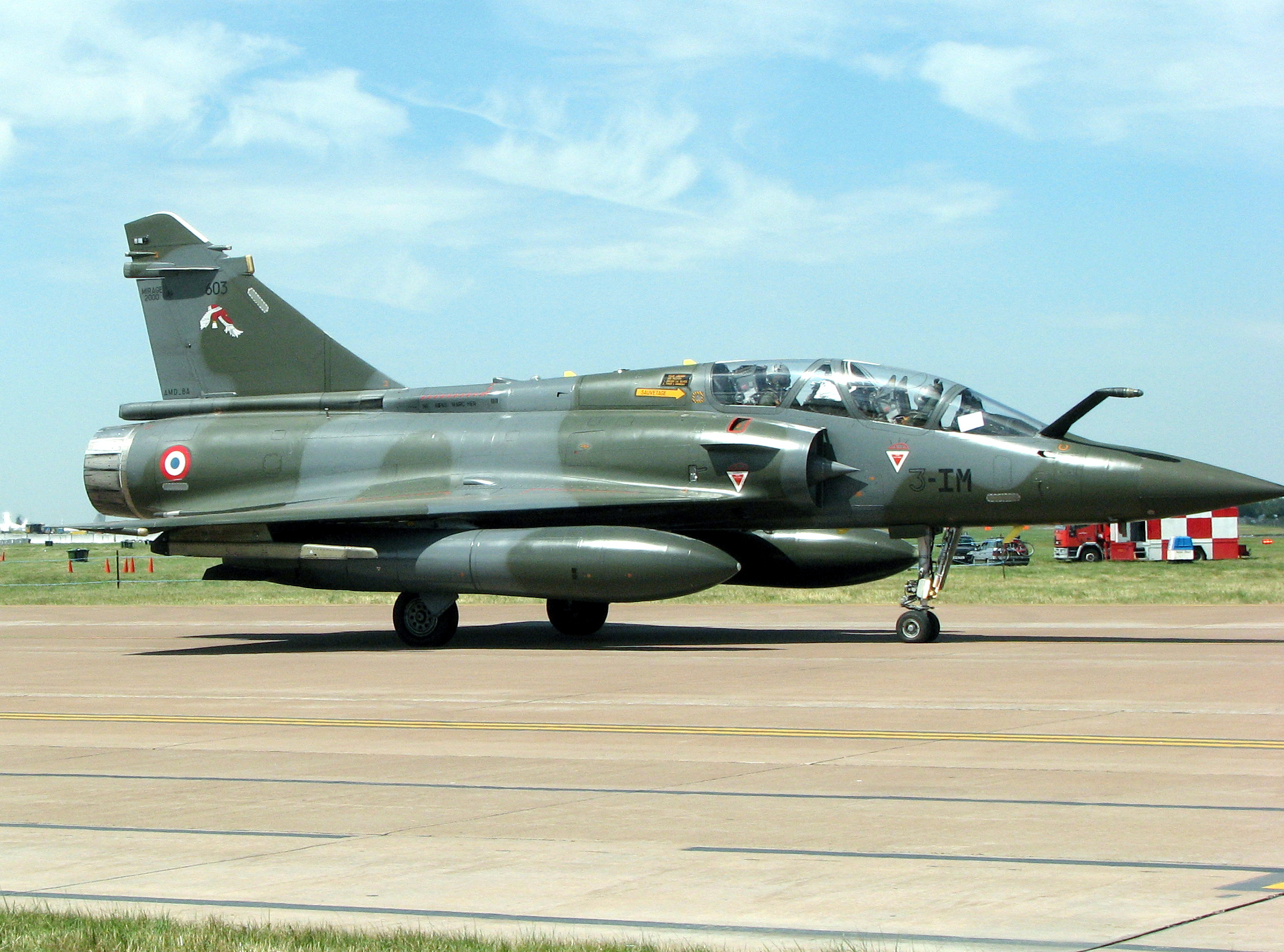
Stíhačka Dassault Mirage 2000